# 民謡の花束
民謡の花束（みんようのはなたば）は、ラジオ沖縄で日曜20:00～21:00に放送しているラジオ民謡番組。放送開始がラジオ沖縄開局から18日後の1960年7月18日からであり、ラジオ沖縄ならびに沖縄の全民放ラジオ局（当局・RBC・極東放送→FM沖縄、ただし企画ネット番組は除く）で現在放送している番組の中でもっとも長く続いている。番組オープニングで読まれる正式なタイトルコールは『郷土芸能バラエティーショー 民謡の花束』である。

## 概要
開始当時は日曜を除く昼間に生放送された帯番組。1975年9月までは『民謡回り舞台』というタイトルで放送されていたが、同年10月から『民謡の花束』に改題された。1980年当時から1990年3月までの放送時間は13時台～14時台（13:30～14:30 → 13:15～14:15）だった。1990年4月から12時台～13時台（12:30～13:30）へ移動。その後、土曜の放送終了や放送時間の拡大・縮小・移動があるなどして、2005年3月までは月曜～金曜の12:10～13:30の放送であった。後に同年4月から番組は週末に移動し日曜の13:30～15:20に放送され、また同時に土曜の放送も14:00～15:30の時間帯で再開した。この後は、
- 土曜日：13:30～16:00、日曜日：13:30～15:30 （2006年4月 - 同年9月）
- 土曜日：13:30～15:30、日曜日：13:30～15:30 （2006年10月 - 2007年3月）
- 土曜日：13:30～16:00、日曜日：13:00～15:30 （2007年4月 - 2011年9月）

と放送時間が変遷した。
2011年10月からは『フィルマチグヮーソレイユ』（日曜日 13:00～15:30）の放送開始により日曜の放送が終了して土曜のみ週に一度の番組となり、昼の放送に加えて日曜20:00～21:00に収録放送形態の番組『民謡の花束 姫と唄あしび』（パーソナリティ：我如古より子・さーき）も開始、生放送の昼の部と収録放送の夜の部の2部制となった（2012年3月まで）。

2013年10月からは『Do-Yo』（土曜日 13:30～15:30）の放送開始により週一回日曜のみの番組となった。

この間の放送時間は以下のように変遷。
- 土曜日：13:30～16:00 （2011年10月 - 2012年3月）
- 土曜日：13:30～15:30 （2012年4月 - 2013年9月）
- 日曜日：13:00～15:30 （2013年10月 - 2014年3月）

2014年4月から日曜の2部制を廃止して水曜～金曜の21:00～22:30に放送時間を移動し一本化、ナイター延長放送のクッション番組として生放送に再度変更。しかし、 同年10月からはその生放送を廃止して収録放送に再々度変更し水曜～金曜の22:00～22:30に放送時間を縮小。そして2015年4月以後は収録放送のまま再び週一回の放送になり以下のように放送時間が変遷している。
- 月曜日：19:00～20:00 （2015年4月 - 同年9月）
- 金曜日：20:00～21:00 （2015年10月 - 2016年3月）
- 日曜日：19:00～20:00 （2016年4月 - ）

2016年4月からは、2011年10月の夜の部と同じ時間に戻って現在に至る。
このように、ラジオ沖縄の社是「ローカルに徹せよ」に象徴するからか、『方言ニュース』（1960年9月12日開始）とともに開局時から続く伝統番組であるだけに、放送曜日・時間・パーソナリティ・放送形態も幾度か変更しながらも番組は継続している。しかし、最近では、『KINGS COURTSIDE LIVE』などの特番を組むようになってから、不定期で番組を休止することがある。

## パーソナリティ
現在のパーソナリティ
- 山川まゆみ（歌手、民謡ユニットグループ「ゆいゆいシスターズ」ボーカル、民謡ユニット「島うた少女テン」プロデュース。2015年4月から）

### パーソナリティの変遷
1973年当時
- 月曜日・木曜日：山川千代治
- 火曜日・金曜日：親泊良安
- 水曜日・土曜日：山城権助

1974年 - 1977年当時
- 月曜日：親泊良安 （〜1977年3月）→ 福田加奈子 （1977年4月〜）
- 火曜日：山川千代治 → でいご娘・山川千代治 （1975年10月〜1977年3月）→ 饒辺愛子 （1977年4月〜）
- 水曜日：山城権助 （〜1975年9月）→ 照屋林助 （1975年10月〜）
- 木曜日：親泊良安 （〜1975年9月）→ 山城権助 （1975年10月〜）
- 金曜日：山川千代治
- 土曜日：知名定男 （〜1975年9月）→ 島正弘・前田末子 （1975年10月〜）

1980年 - 1983年当時
- 月曜日：福田加奈子
- 火曜日：八木政男
- 水曜日：饒辺愛子 → 佐久田邦彦 （1981年4月から）
- 木曜日：山城権助
- 金曜日：山川千代治 → 照屋政雄 （1980年10月から）
- 土曜日：照屋政雄 → 松田芳正 （1980年10月から）

1987年 - 1990年3月
- 月曜日：前川守賢
- 火曜日：佐久田邦彦 → 松田芳正 （1989年10月から）
- 水曜日：福田加奈子
- 木曜日：照屋政雄 → 佐久田邦彦 （1989年10月から）
- 金曜日：饒辺愛子
- 土曜日：松田芳正 → 照屋政雄 （1989年10月から）

1990年4月 - 1994年3月
- 月曜日・木曜日：親泊元清 （1990年4月〜1993年3月）
- 月曜日：前川守賢・佐久田邦彦 （1993年4月〜）
- 木曜日：親泊元清 （1993年4月〜）
- 火曜日・金曜日：石垣正夫 （1990年4月〜1991年3月）
- 火曜日：盛和子 （1991年4月〜）
- 金曜日：宮平良紀・盛和子 （1991年4月〜）
- 水曜日・土曜日：北村三郎

1994年4月 - 2000年
- 月曜日：前川守賢・佐久田邦彦 → 佐久田邦彦 （1995年10月〜）
- 火曜日：盛和子
- 水曜日・土曜日 → 水曜日（1994年10月〜）：北村三郎
- 木曜日：大嶺正廣 （〜1996年3月）→ 當間武三 （1996年4月〜）
- 金曜日：宮平良紀・盛和子
- 土曜日：當間武三・久米久子 （1994年10月〜）→ 大嶺正廣 （1996年4月〜）

2000年 - 2005年3月
- 月曜日：佐久田邦彦
- 火曜日：盛和子
- 水曜日：前川守賢
- 木曜日：當間武三
- 金曜日：宮平良紀・當間清子 → 当銘由亮・當間清子 （2002年〜）

2005年4月 - 2014年3月
- 「遊びでぃきらさ 土曜日」（2013年9月まで）→「遊びでぃきらさ 日曜日」（2013年10月から）
  - 赤瓦ちょーびん・新垣小百合 （2005年4月〜2009年9月）
  - 新垣小百合・当銘由亮 （2009年10月〜2011年9月）
  - 新垣小百合・当銘由亮・松田一利 （2011年10月〜2012年3月）
  - 当銘由亮・Hirara・松田一利 （2012年4月〜2014年3月）
- 「ピリンパラン 日曜日」（2010年9月まで）→「いーりきサンデー」（2010年10月から）
  - 比嘉光龍・島袋幸子 （2005年4月〜2009年9月）
  - 松田一利・すみれ・喜屋武均 （2009年10月〜2011年9月）

2014年4月 - 2015年3月
- 当銘由亮(水曜日)
- 宮田隆太郎(木曜日)
- 宮城梓(木曜日)
- 松田一利(金曜日)

（）

## 主なコーナー
1970年代当時
- 花王お笑い招待席
- 方言ニュース
- ハイサイみいうたでーびる
- 民謡五人衆競演 〜バラエティーコーナー

1980年代 - 2005年3月当時
- 地球は今 （1988年3月まで）
- ハイサイみいうたでーびる
- ふるさとの昔話 （1990年3月まで）
- 民謡六人衆バラエティーコーナー （1995年3月まで）
- ホーメルでこんにちは （1995年4月〜）
- 方言ニュース

2005年4月 - 2009年当時
- 琉球歴史物語 （土曜日のみ）

（）